# Zakrzewo (osada leśna w powiecie kolskim)
Zakrzewo – osada leśna w Polsce położona w województwie wielkopolskim, w powiecie kolskim, w gminie Babiak.
W latach 1975–1998 miejscowość administracyjnie należała do województwa konińskiego.